# Trochalus schoutedeni
Trochalus schoutedeni är en skalbaggsart som beskrevs av Moser 1924. Trochalus schoutedeni ingår i släktet Trochalus och familjen Melolonthidae. Inga underarter finns listade i Catalogue of Life.